# 鴛泊港
鴛泊港（おしどまりこう）は、北海道利尻郡利尻富士町にある港湾。港湾管理者は利尻富士町。港湾法上の「地方港湾」に指定されている。利尻島での産業や観光の拠点となっている。なお、本港には2007年（平成19年）に鬼脇港が港湾統合され、同港は鴛泊港（鬼脇港区）という位置づけとなっている。

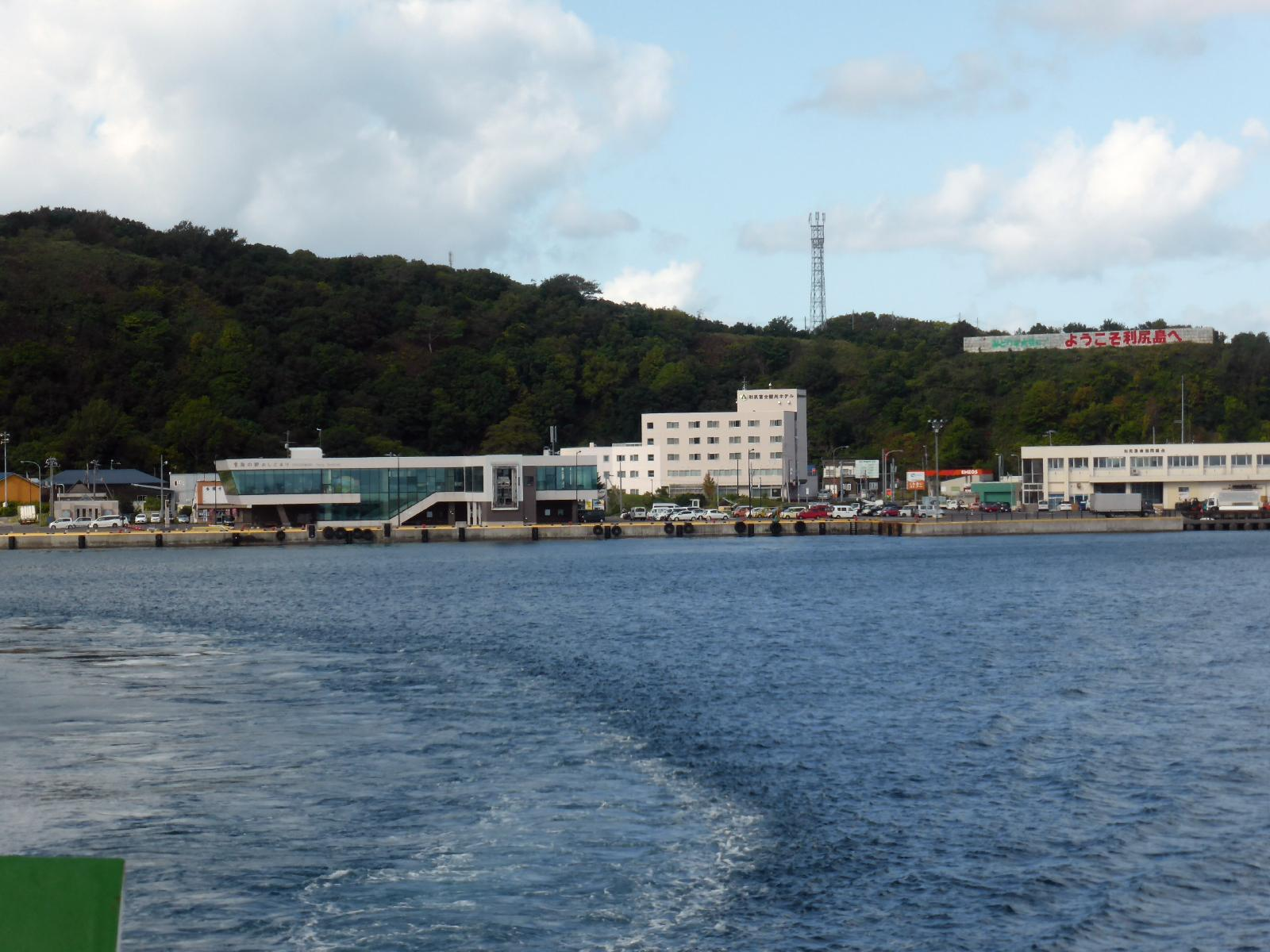
鴛泊フェリーターミナル全景

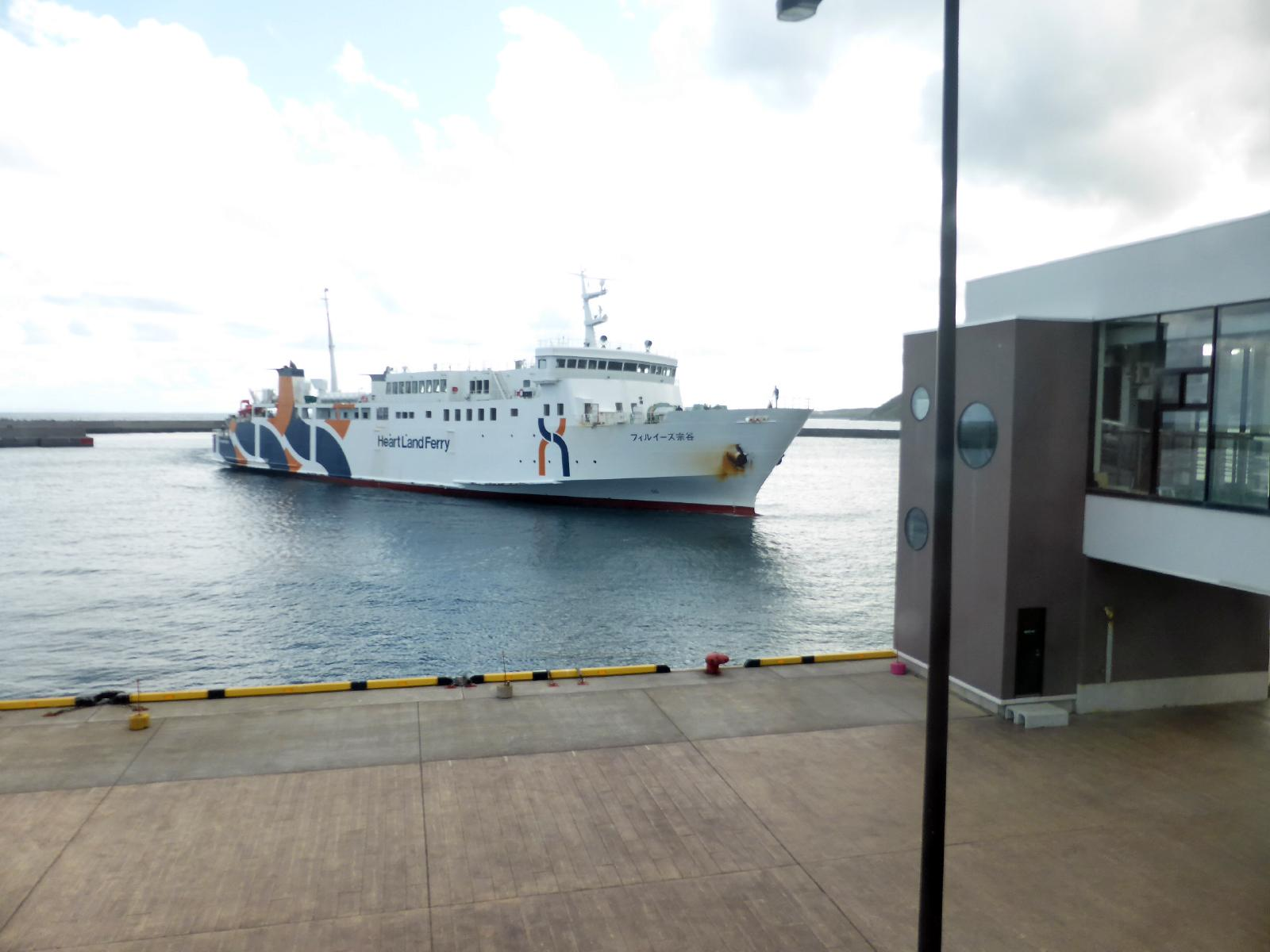
鴛泊港に入港するハートランドフェリー

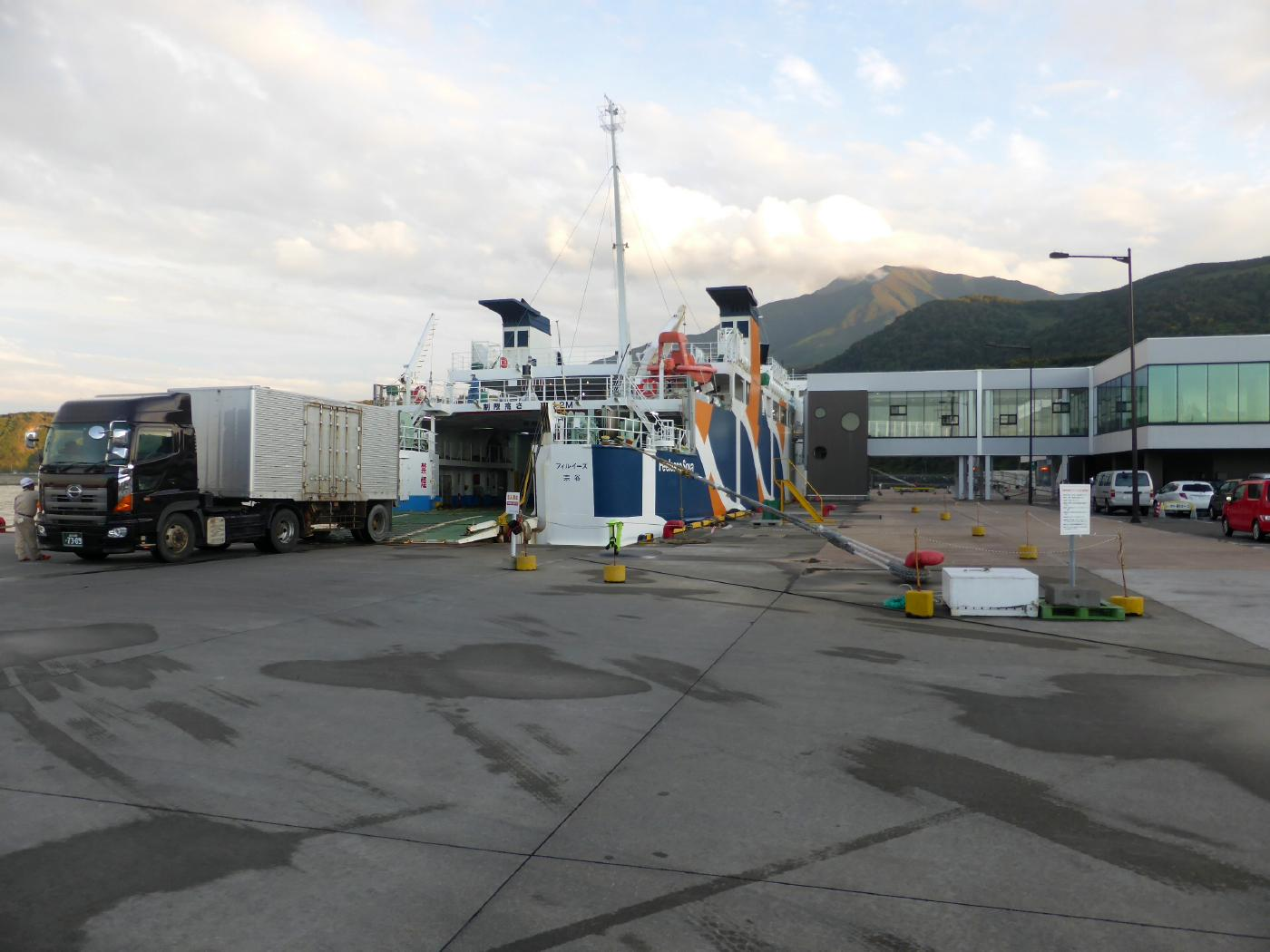
ボーディングブリッジとトラック貨物

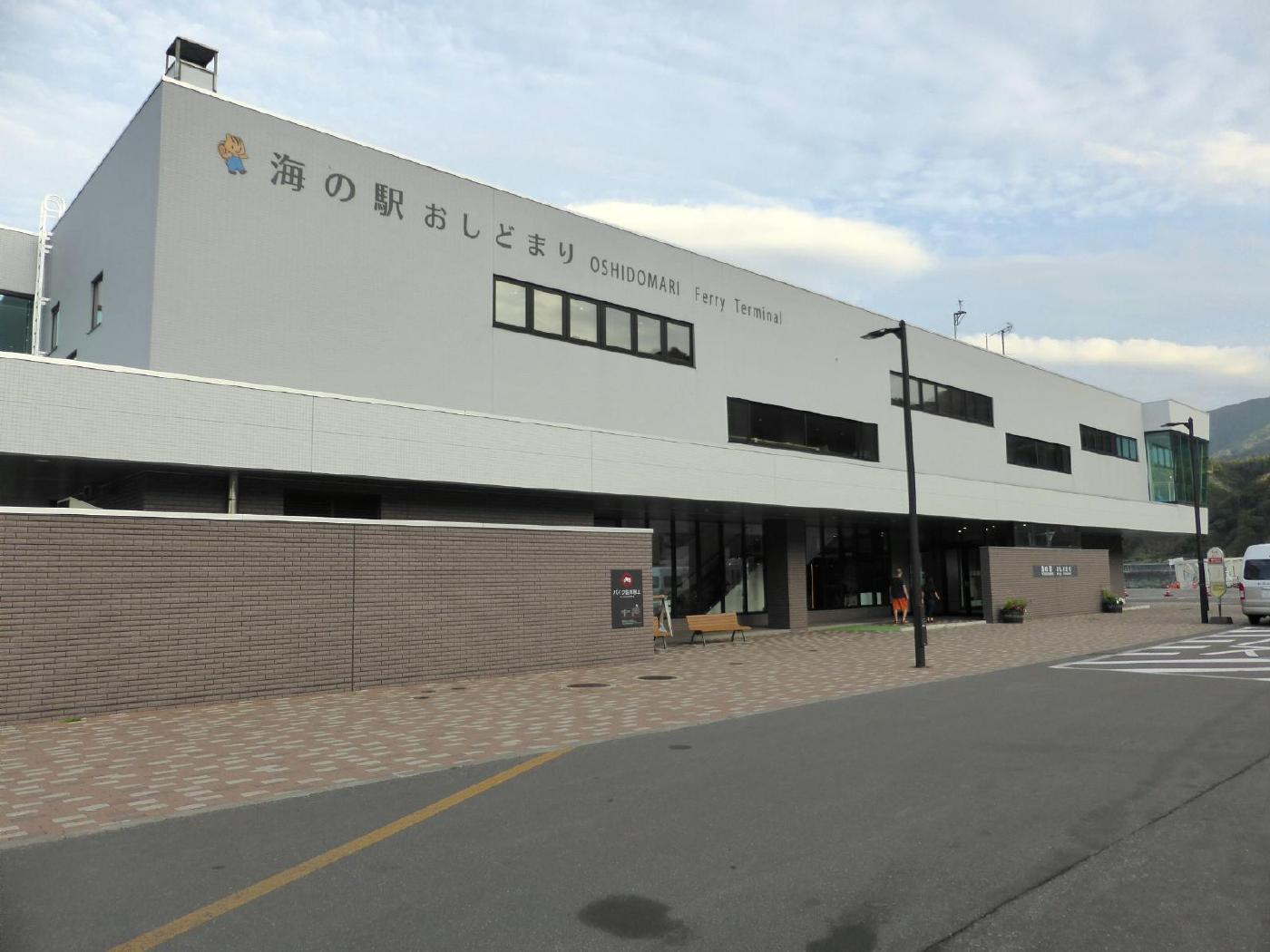
鴛泊フェリーターミナル正面エントランス側

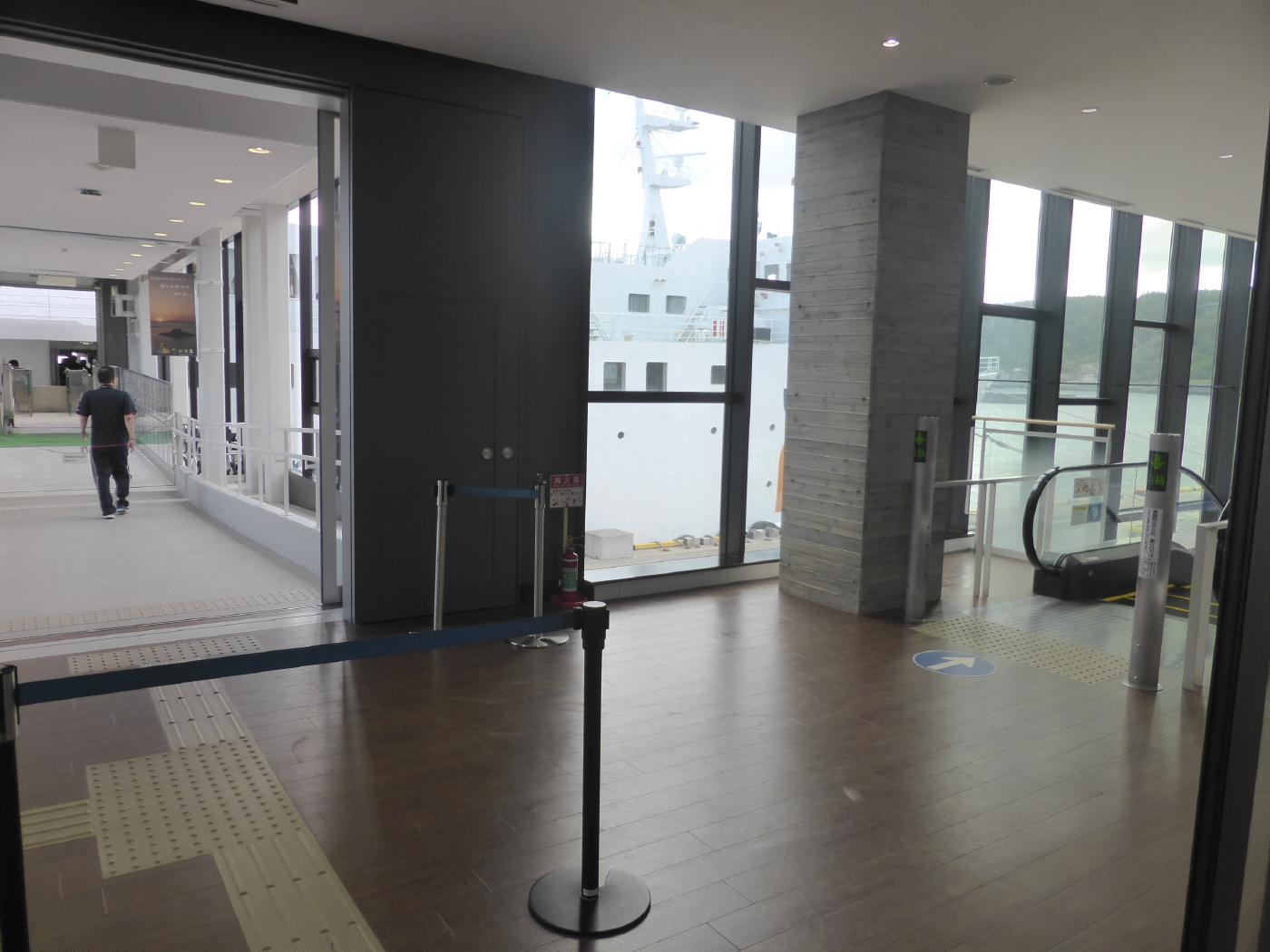
ボーディングゲートと1F待合ロビーへの下りエスカレーター

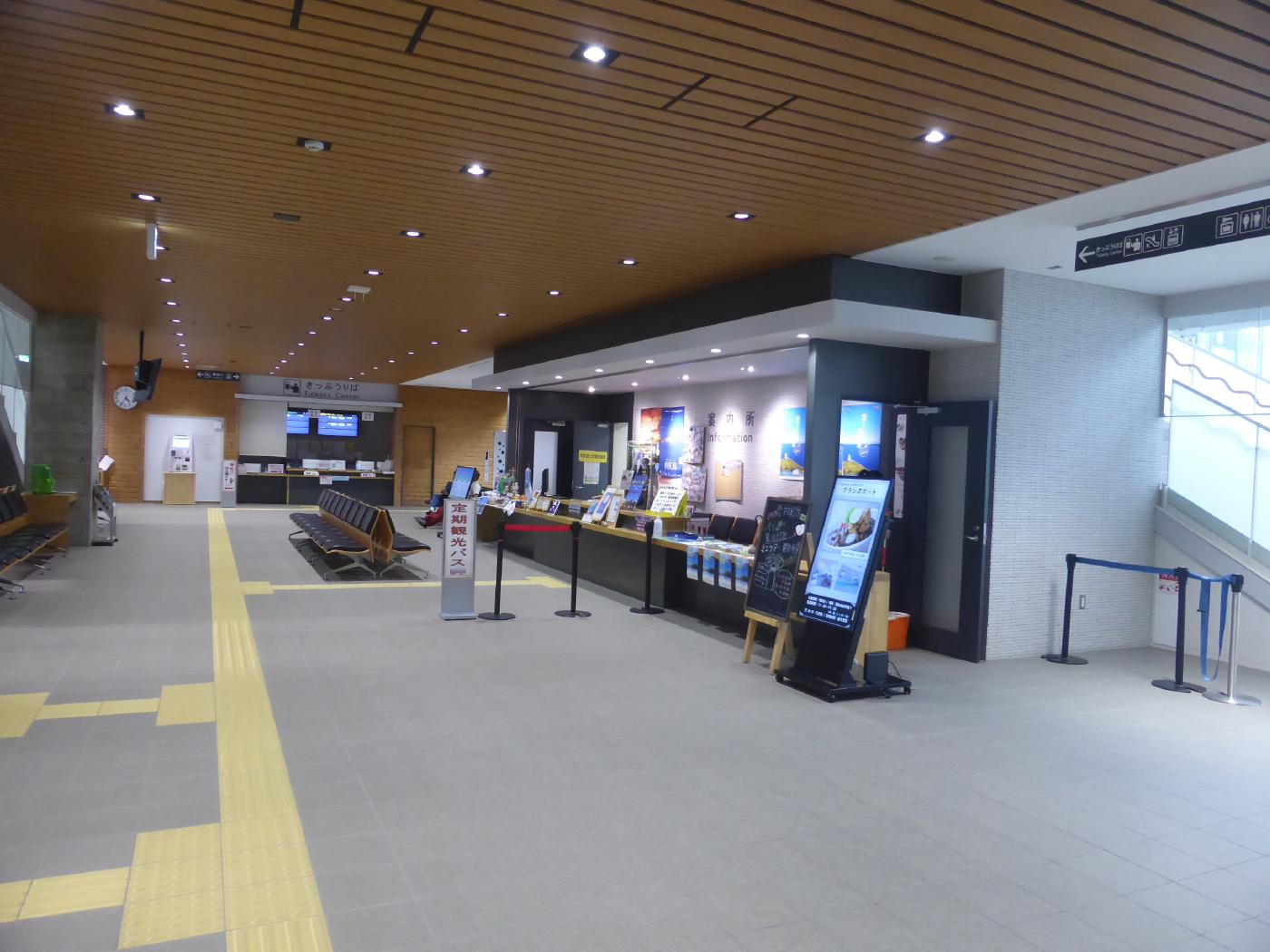
1Fにある観光案内所と発券カウンター

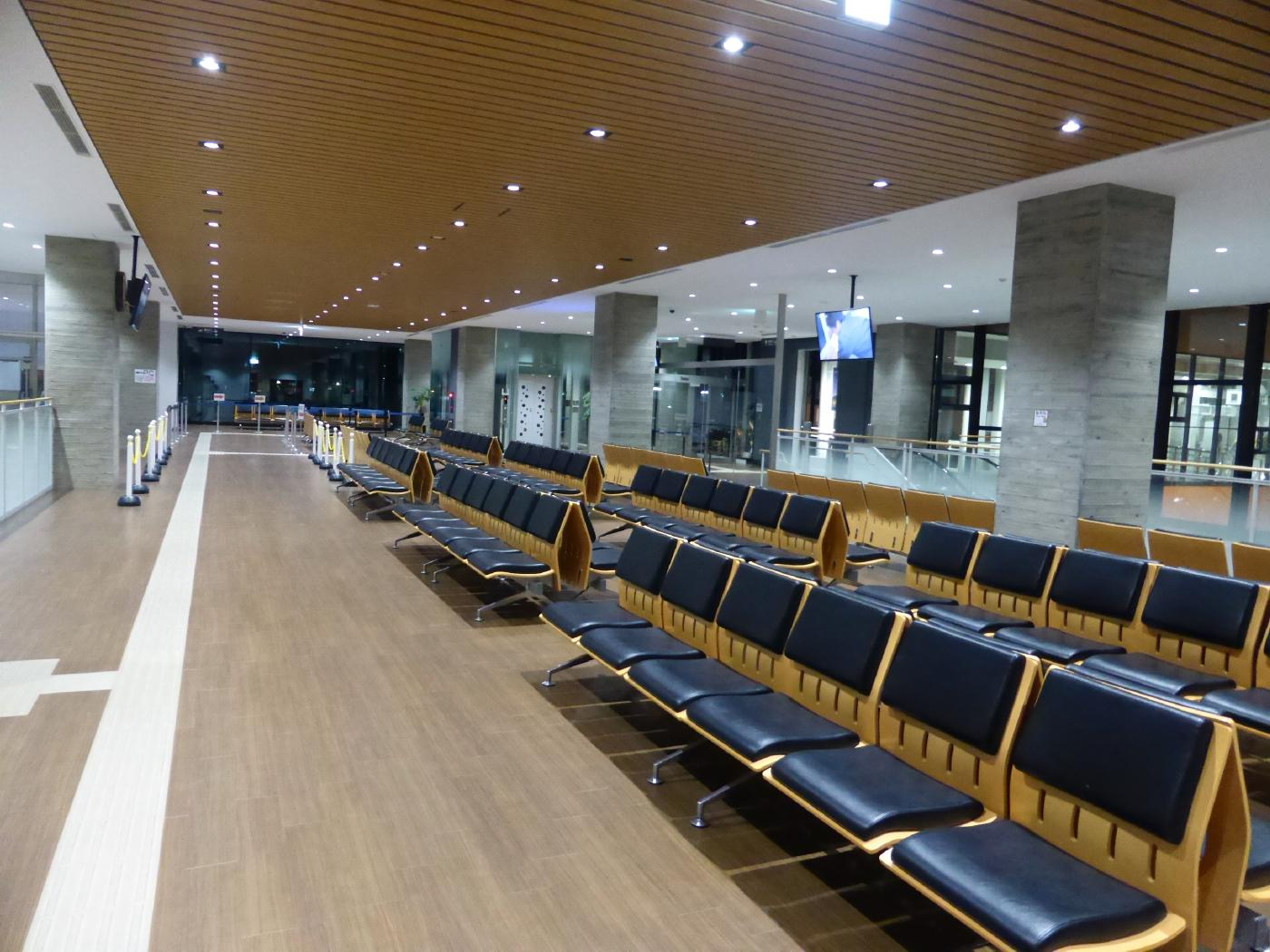
2F待合ロビー

## 港湾施設

### 鴛泊港
北緯45度14分30秒 東経141度13分49秒
利尻島北東岸に位置する地方港湾である。みなとオアシスの登録エリアにはフェリーターミナルのほか、産地水産品直売所、鴛泊港緑地、ペシ岬などがある。

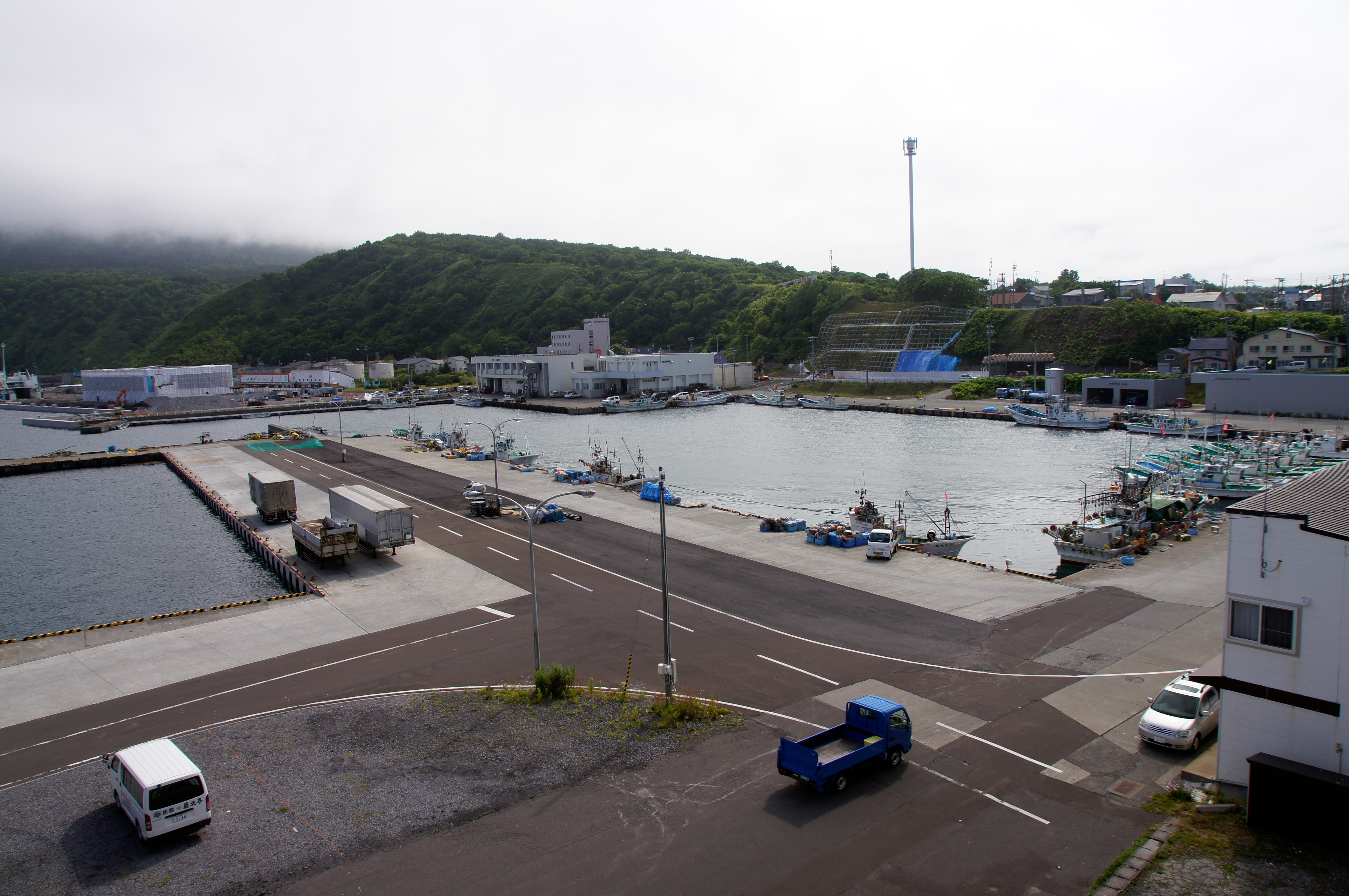
鴛泊港漁港区（2013年7月）
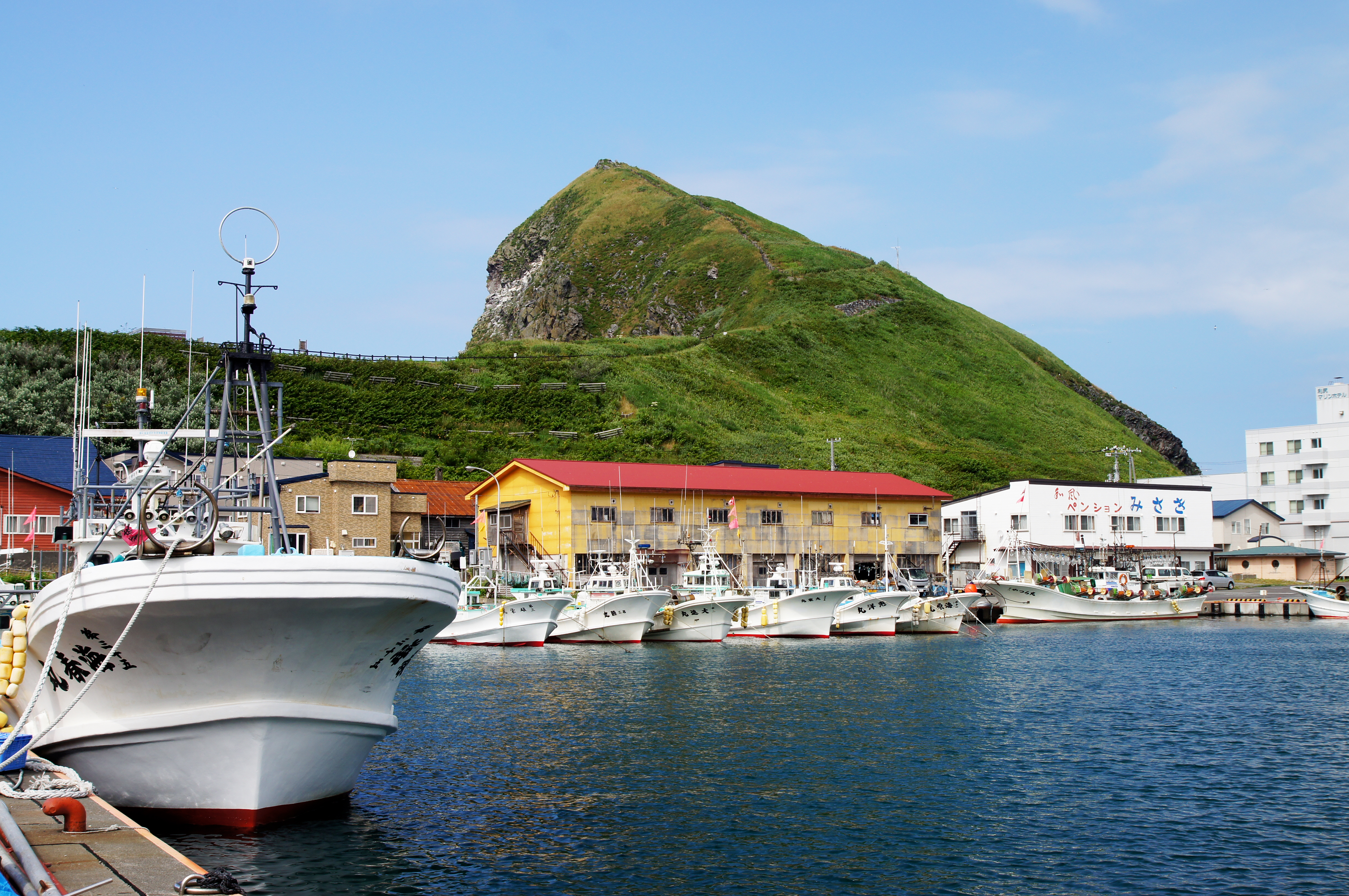
鴛泊港漁港区とペシ岬（2013年7月）
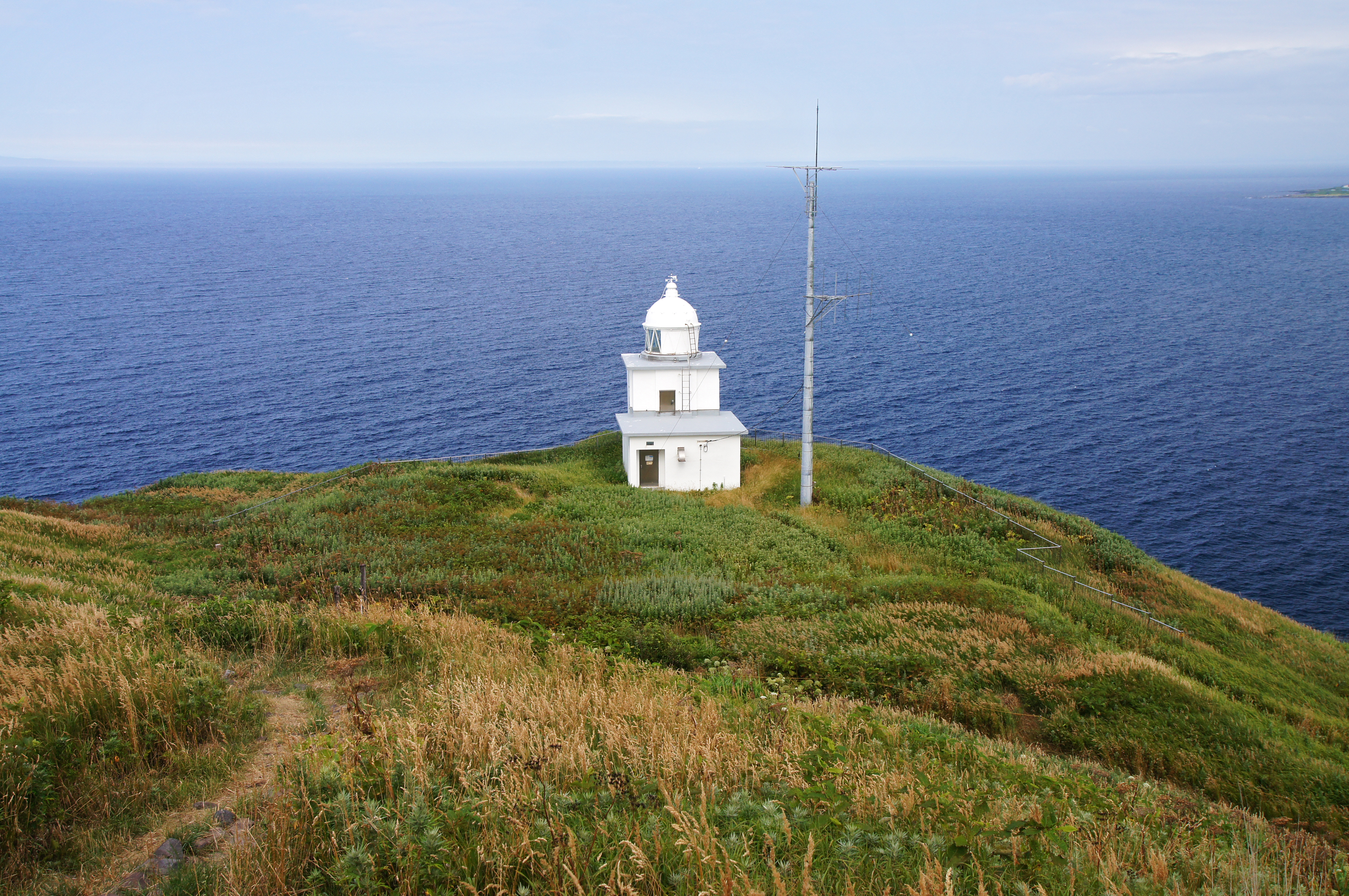
ペシ岬にある鴛泊灯台（2013年7月）

### 鬼脇港区
利尻島の南東部に位置する地方港湾である。
北緯45度08分09秒 東経141度18分42秒

## 航路
フェリーターミナルは「りしりとう・おしどまりターミナル」として「海の駅」に登録している。
フェリー
- ハートランドフェリー
  - 鴛泊—（季節による香深経由便あり）—稚内
  - 鴛泊—香深

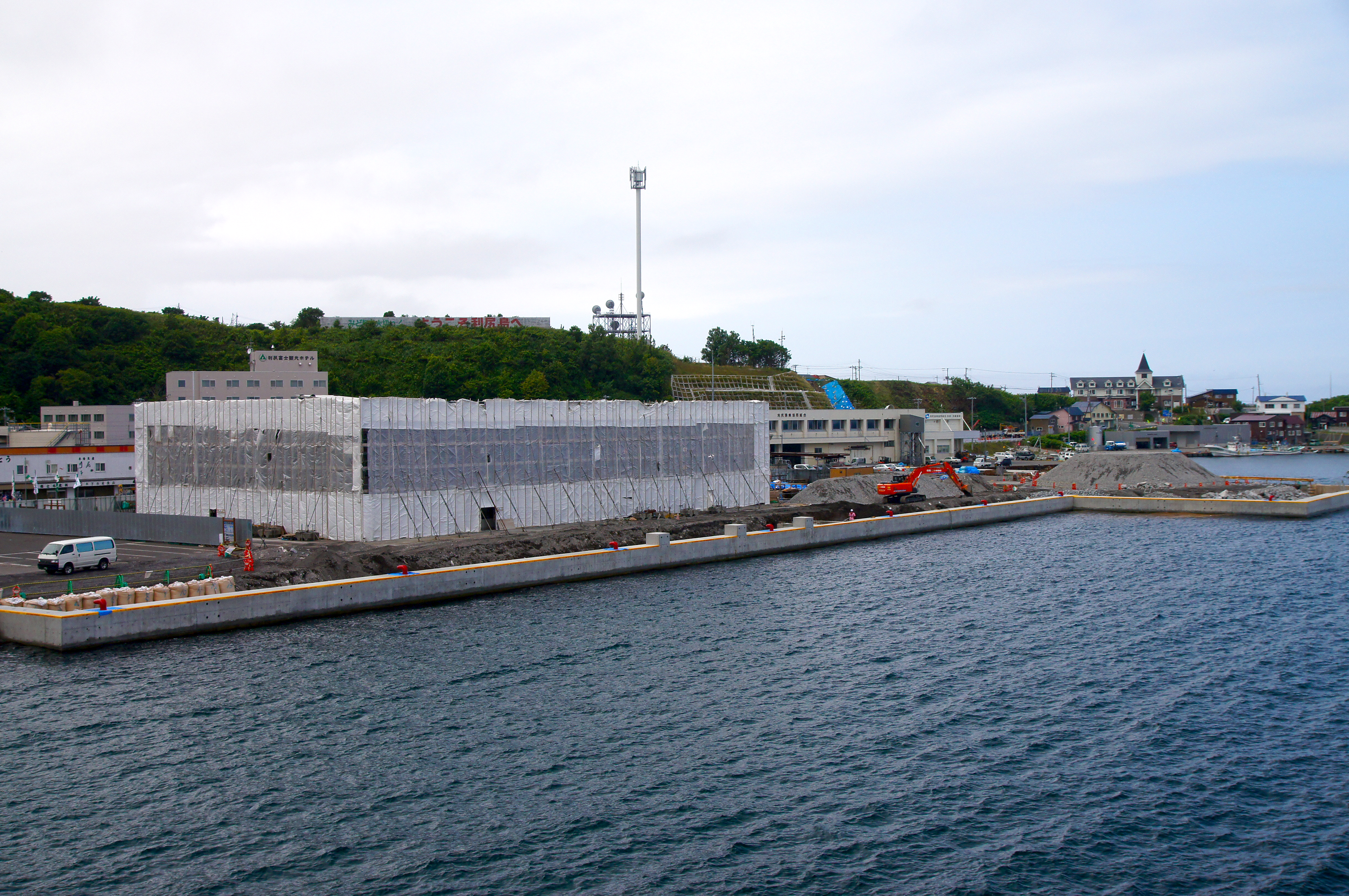
建設中のフェリーターミナル（2013年7月）
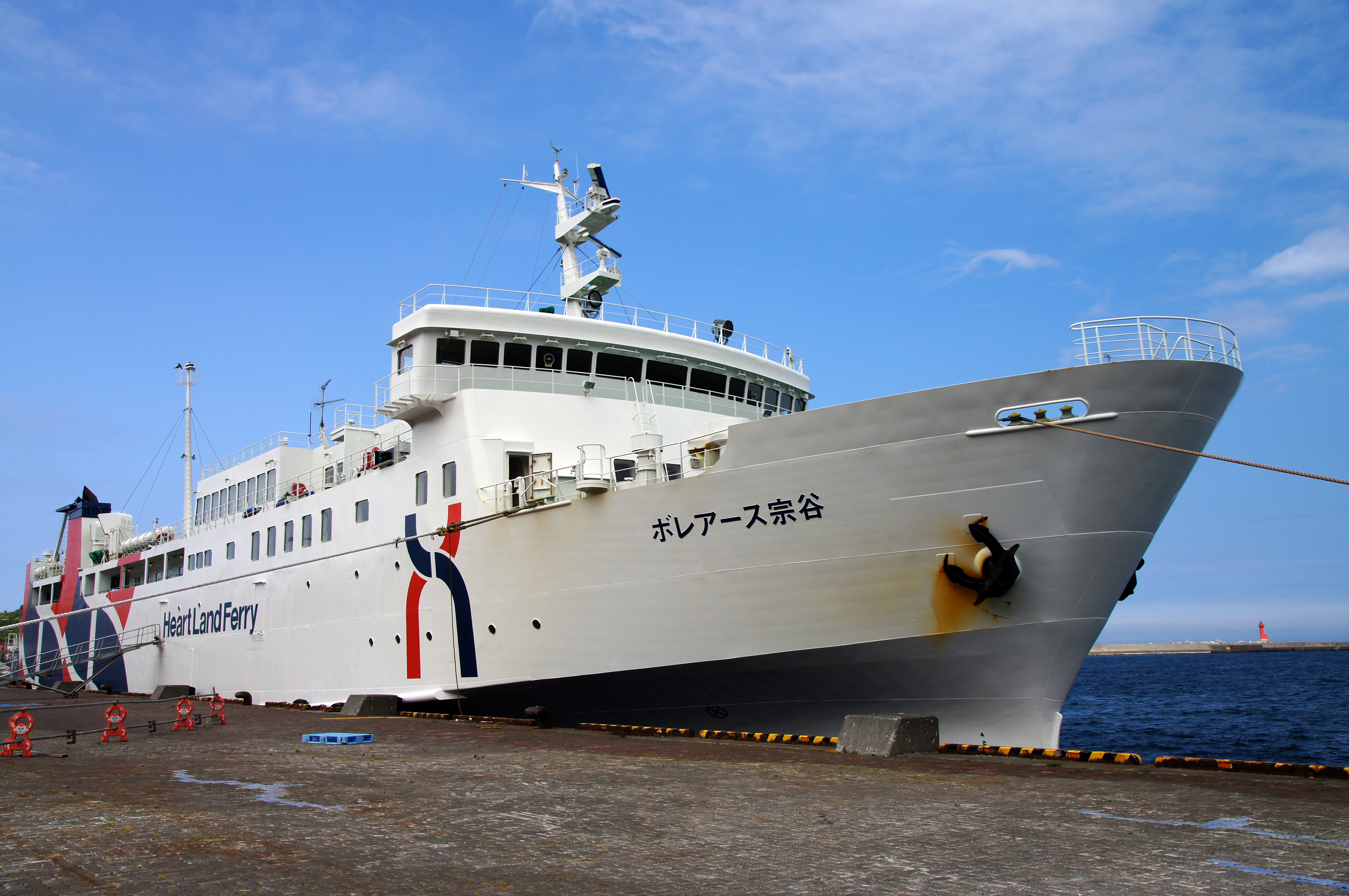
鴛泊港に接岸している「ボレアース宗谷」（2013年7月）

## 沿革
1885年（明治18年）に共同運輸会社による小樽—増毛航路が宗谷、利尻、礼文まで延長し、開拓によって増加する人や物資のための交通アクセスを確保していった。1892年（明治25年）には、天塩北見漕運会社によって冬期間でも増毛—網走間航路が鬼脇、鴛泊、香深に寄港するようになった。1900年（明治33年）には通年の定期航路として日本郵船による小樽—稚内間航路が開設し、往復ともに増毛、焼尻、天売、鬼脇、鴛泊、香深に寄港した。さらに、1915年（大正4年）までには沓形、仙法志、船泊が寄港地となり、当時の利尻礼文すべての自治体に寄港していた時期もあった。昭和になると鉄道の敷設に伴って稚内が交通の拠点となり、1936年（昭和11年）に稚内と利尻礼文を結ぶ航路（稚内利礼航路）が開設した。1945年（昭和20年）には利尻・礼文両島すべての自治体と連絡するようになった。これにより小樽からの航路から稚内がなくなり、藤山海運（後に北海商船が継承）による鬼脇、仙法志、沓形、鴛泊、香深、船泊に寄港する小樽利礼航路となった。

### 年表
- 1920年（大正09年）：鴛泊港着工[6]。
- 1928年（昭和03年）：鬼脇港着工[6]。
- 1935年（昭和10年）：稚内—利尻（鴛泊）—礼文（香深）間での三角航路（稚内利礼航路）開設。
- 1952年（昭和27年）：鴛泊港と鬼脇港が「地方港湾」指定。
- 1953年（昭和28年）：鴛泊村が鴛泊港、鬼脇村が鬼脇港の港湾管理者となる。
- 1956年（昭和31年）：鴛泊村と鬼脇村が合併して東利尻村となり、港湾管理者となる（1959年に町制施行し、東利尻町となる）。
- 1966年（昭和41年）：稚内海上保安部鴛泊分室設置（1992年廃止）[7]。
- 1970年（昭和45年）：稚内—鴛泊—船泊間にフェリー就航。
- 1981年（昭和56年）：小樽利礼航路にフェリー就航（1993年廃止）[5]。
- 1983年（昭和58年）：鴛泊港フェリーターミナル完成[8]。
- 1990年（平成02年）：東利尻町が利尻富士町と町名変更。
- 1996年（平成08年）：稚内海運により鴛泊港にRO-RO船航路開設（2006年廃止）。
- 1999年（平成11年）：鬼脇港にRO-RO船航路開設（2000年廃止）
- 2000年（平成12年）：稚内海運がRO-RO船から撤退、東日本海フェリーが継承。
- 2007年（平成19年）：鬼脇港と港湾統合。
- 2014年（平成26年）：鴛泊港とその周辺がみなとオアシス「みなとオアシスりしりとう・おしどまり」登録[9][10]。
  - 新フェリーターミナル「海の駅おしどまり」が完成し、ボーディング・ブリッジの供用を開始[9]。